# Youssef Ben Ali
Youssef Ben Ali (arabisch يوسف بن علي, DMG Yūsuf b. ʿAlī; * 28. Mai 1987 in Albi, Frankreich) ist ein aus Frankreich stammender Handballspieler, der die tunesische und die katarische Staatsbürgerschaft besitzt. Der 1,93 m große Kreisläufer spielte zuletzt für den französischen Erstligisten Pays d’Aix UC und steht zudem im Aufgebot der Nationalmannschaft Katars.

## Karriere

### Verein
Youssef Ben Ali wurde im französischen Albi geboren. Seine erste Station als Handballer war Espérance Sportive de Tunis in Tunesien. Mit Tunesiens Hauptstadtklub wurde er dreimal tunesischer Meister und einmal Pokalsieger. Im Jahr 2012 wechselte er zum Lekhwiya SC nach Katar. Dort wurde er in der Spielzeit 2012/13 katarischer Meister. In der Saison 2016/17 spielte er wieder in Tunis und wurde erneut Meister. Anschließend nahm ihn der französische Verein US Ivry aus der Starligue unter Vertrag. Nach einer Saison schloss er sich dem französischen Zweitligisten C’ Chartres Métropole handball an, mit dem er 2019 in die erste Liga aufstieg. Nach drei Jahren in Frankreich kehrte er nach Katar zum Al-Arabi SC zurück. Im November 2021 wurde der Kreisläufer vom spanischen Rekordmeister FC Barcelona als Ersatz für den verletzten Luís Frade verpflichtet. Mit den Katalanen gewann er in der Saison 2021/22 die Liga ASOBAL, die Copa ASOBAL, die Copa del Rey und als Krönung die EHF Champions League 2021/22. Da Ben Ali in einem Nachholspiel der spanischen Liga eingesetzt wurde, obwohl er zum ursprünglichen Zeitpunkt des Spieles noch nicht spielberechtigt gewesen war, wurde der 41:28-Heimsieg Barcelonas nachträglich umgewertet.
Zur Saison 2022/23 wechselte Ben Ali zum französischen Erstligisten Pays d’Aix UC. Nachdem der Verein im März 2023 aus der EHF European League ausgeschieden war, trennte sich der Verein von ihm.

### Nationalmannschaft
Ben Ali spielte bis 2010 für die tunesische Nationalmannschaft. Nach seinem Wechsel nach Katar und der vorgeschriebenen Sperrfrist von drei Jahren darf er seit 2014 für die Nationalmannschaft Katars auflaufen. Bei seinen ersten Turnieren mit Katar gewann er 2014 die Asienmeisterschaft und die Asienspiele. Bei der Weltmeisterschaft 2015 in Katar besiegte der Gastgeber mit Ben Ali im Viertelfinale die deutsche Nationalmannschaft mit 26:24 und unterlag erst im Finale Frankreich. Zudem nahm Ben Ali an den Weltmeisterschaften 2017, 2019 und 2021 teil. Bei den Asienmeisterschaften 2018, 2020 und 2022 gewann er mit dem Team wieder die Goldmedaille.
Bis Februar 2021 bestritt er für Katar 87 Länderspiele, in denen er 262 Tore erzielte.

### Erfolge
mit Espérance Sportive de Tunis:
- Tunesischer Meister: 2009, 2010, 2012, 2017
- Tunesischer Pokalsieger: 2013

mit dem Lekhwiya SC:
- Katarischer Meister: 2013

mit C’ Chartres Métropole handball:
- Aufstieg in die Starligue 2019
- Bester Kreisläufer der zweiten französischen Liga 2018/19

mit dem FC Barcelona:
- Spanischer Meister: 2022
- Spanischer Pokalsieger: 2022
- Spanischer Ligapokalsieger: 2022
- EHF-Champions-League-Sieger: 2022

mit der Nationalmannschaft Katars:
- Asienspiele: Gold 2014
- Weltmeisterschaft: Silber 2015
- Asienmeisterschaft: Gold 2014, 2018, 2020 und 2022, All-Star-Team 2020